# Gran Cañón Yarlung Tsangpo

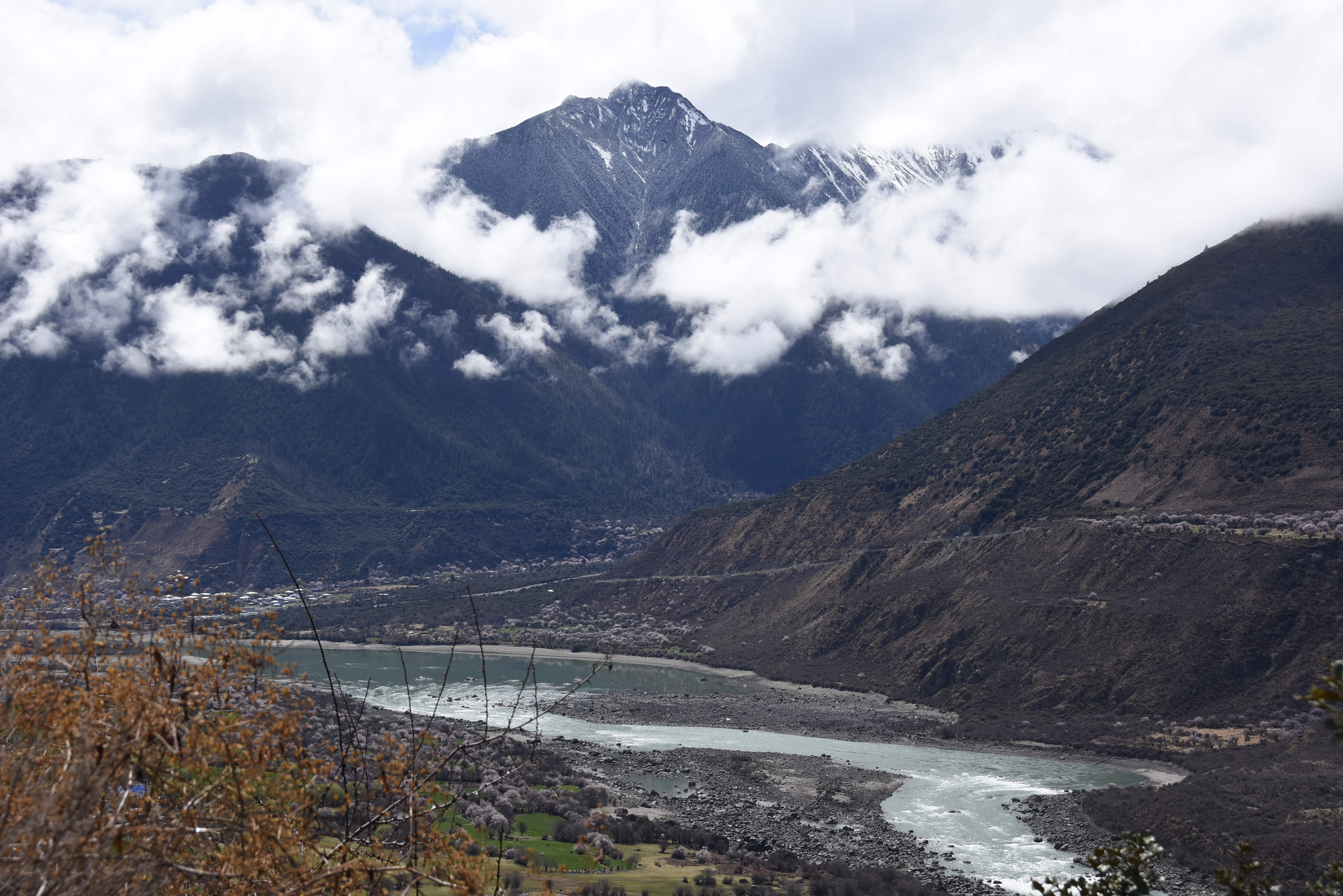
El río Yarlung Tsangpo cerca al Namcha Barwa

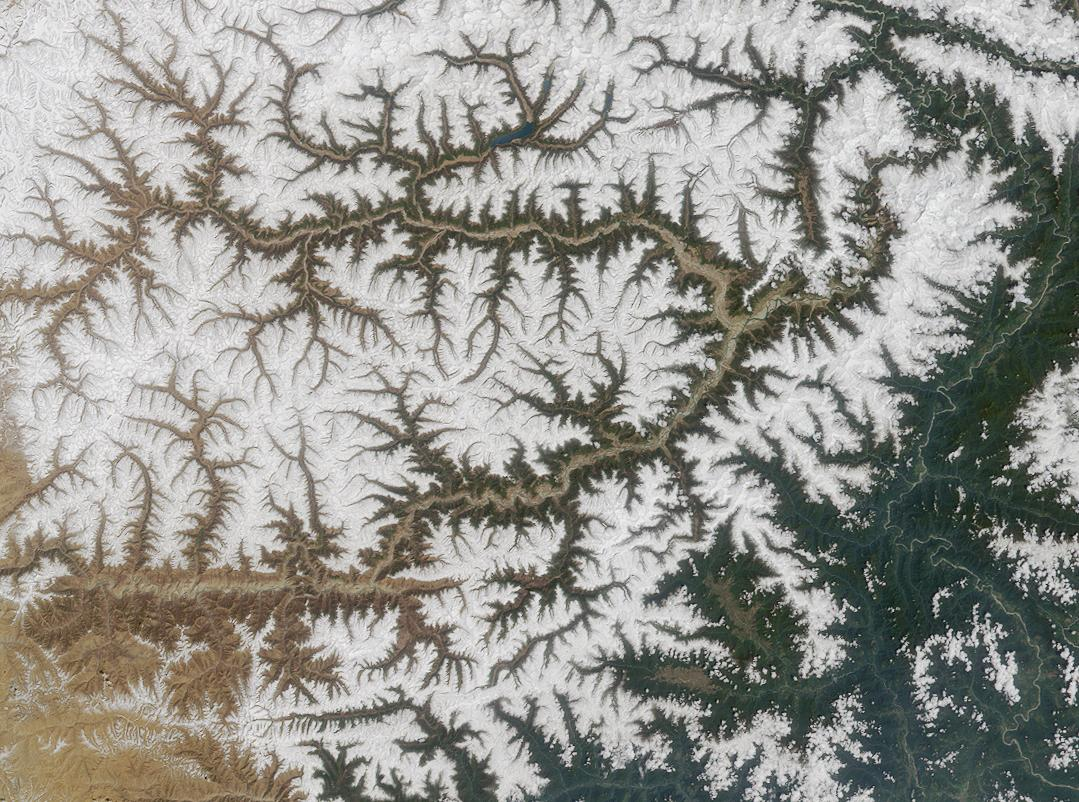
Río Yarlung Tsangpo cuando recorre a través del Tíbet, con las cumbres Namche Barwa y Gyala Peri. El cuadro está centrado en el punto

El Gran Cañón Yarlung Tsangpo o Gran Cañón Yarlung Zangbo (chino simplificado: 雅鲁藏布大峡谷) o sencillamente el Cañón Tsangpo, Cañón Brahmaputra o Garganta Tsangpo, a lo largo del río Yarlung Tsangpo en la Región Autónoma del Tíbet , China, es el cañón más profundo en el mundo, y con 504.6 km es ligeramente más largo que el Gran Cañón en los Estados Unidos, haciéndolo uno de los más largos del mundo. El Yarlung Tsangpo (nombre tibetano para el curso superior del Brahmaputra) nace cerca del Monte Kailash  y recorre en sentido este aproximadamente 1700 kilómetros (1100 millas), drenando una sección del norte de la cordillera del Himalaya antes de que entre al desfiladero aguas abajo del Pei, en el Tíbet próximo al poblado de Zhibe. El cañón tiene una longitud de aproximadamente 240 km cuando la garganta se curva alrededor del nevado Namcha Barwa (7782 m) y se abre paso a través de la cordillera del Himalaya Oriental. Sus aguas caen de una altura de aproximadamente 2,900 m cerca de Pei hasta unos 1500 m al final de la Garganta Alta donde el río Po Tsangpo se introduce. El río continúa a través de la Garganta Baja en la frontera india a una elevación de 660 metros.  El río entonces entra al estado indio de Arunachal Pradesh y finalmente se llama el Brahmaputra.

## Profundidad
Cuando el cañón pasa por entre las cumbres del Namcha Barwa (Namjabarwa) y las montañas Gyala Peri, logra una profundidad mediana de aproximadamente 5000 m alrededor del Namcha Barwa. La profundidad promedio del cañón en general es de aproximadamente 2268 m, la profundidad máxima es de 6009 m. Este es el cañón más profundo de la tierra.  Esta parte del cañón está en el punto 29°46′11″N 94°59′23″E / 29.769742, 94.989853  Namcha Barwa, 7782 m de altura, es en el 29°37′33″N 95°03′26″E / 29.62583, 95.05722 y Gyala Peri, a 7234 m, es en el punto 29°48′48″N 94°58′02″E / 29.81333, 94.96722.

## Ecosistema
El cañón tiene un ecosistema único con especies de animales y plantas apenas explorados y afectados por la influencia humana. Sus rangos de clima de subtropical a ártico. La temperatura más alta en Tíbet es 43,6 °C y está registrado cerca de la frontera con la India sobre 600 m s. n. m. El raro budorcas taxicolor es uno de los animales cazado por las tribus locales.

## ElEverest de los Ríos

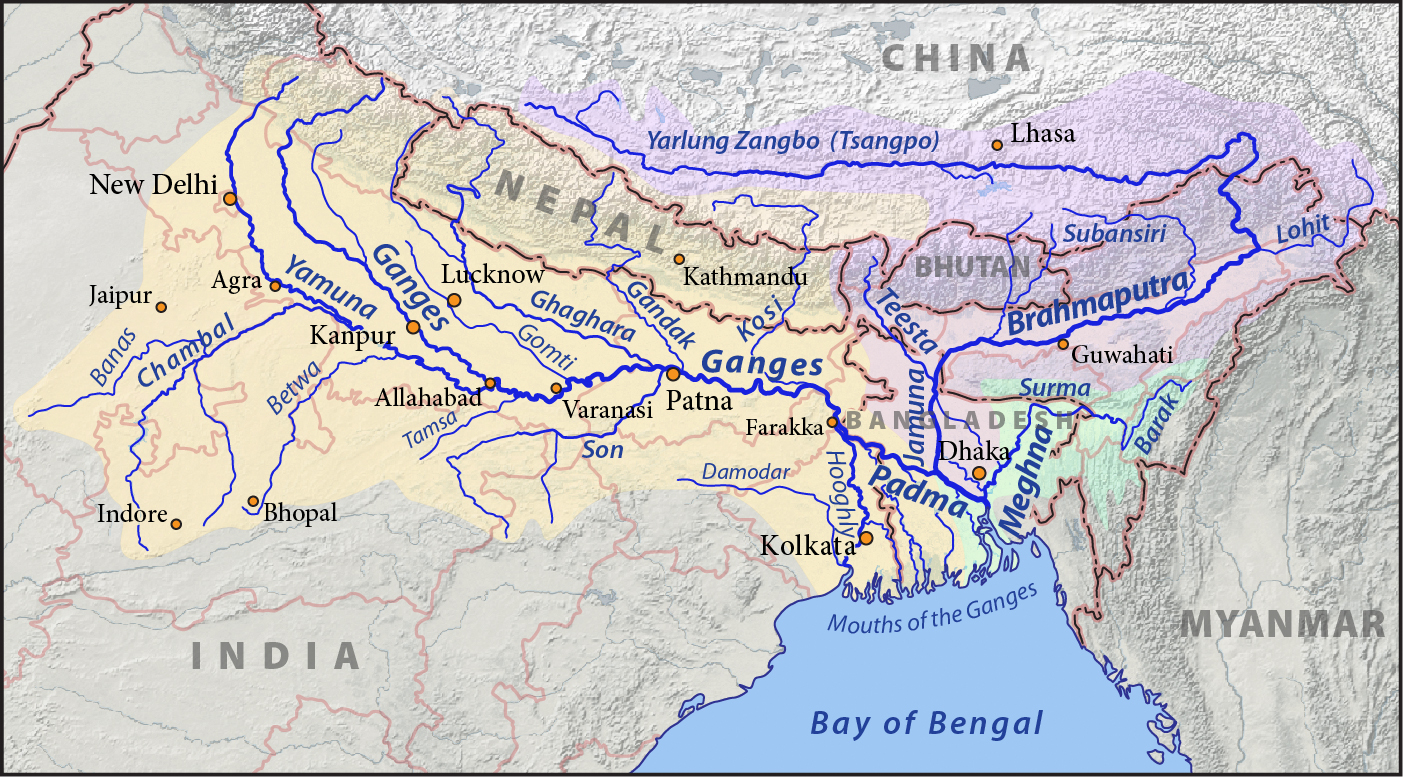
El Cañón Yarlung Tsangpo está localizado en la curva grande del río antes de ingresar al Estado Indio de Arunachal Pradesh

El interés occidental por el Tsangpo comenzó en el siglo XIX cuando exploradores y geográfos británicos especularon dónde terminaba el  Tsangpo, sospechando el Brahmaputra. Como a los ciudadanos británicos no se les permitió entrar al Tíbet, reclutaron "exploradores" indios para hacer el trabajo de porteadores. Kinthup de Sikkim entró en la garganta cerca de Gyala, pero resultó ser impenetrable. En 1880, Kinthup fue enviado de regreso para probar la teoría de Brahmaputra al lanzar 500 troncos especialmente marcados en el río a una hora preestablecida. Su jefe británico, el capitán Henry Harman, envío hombres al Dihang-Brahmaputra para vigilar su llegada. Sin embargo, Kinthup fue vendido como esclavo, pero escapó y terminó empleado en un monasterio. En tres hojas de ausencia, logró elaborar los registros, enviando una carta desde Lhasa, con su nuevo calendario previsto envió los registros. Cuatro años habían pasado. Desafortunadamente, su nota para informar a los británicos se desvió, su jefe había salido de la India y nadie comprobó la aparición de los troncos.
En 1913, Frederick Marshman Bailey y Henry Morshead lanzaron una expedición al cañón que finalmente confirmó que el Tsangpo era de hecho el curso superior del Brahmaputra. Frank Kingdon-Ward empezó una expedición en 1924 con esperanzas de encontrar una cascada importante que explicara la diferencia de altitud entre el Tsangpo y el Brahmaputra. Resultó que el cañón tiene una serie de secciones relativamente empinadas. Entre ellos una cascada de nombre “Caída de Arco iris”, no tan grandes como se habría esperado.
El área estuvo cerrada después de que China invadió el Tíbet y la disputa de la ubicación de la frontera en la guerra sino-india. El gobierno chino reanudó los permisos de exploración en los años noventa. Desde entonces el cañón también ha sido visitado por kayakers. Se le llamó el “Everest de los Ríos” debido a las condiciones extremas. El primer intento fue realizado en 1993 por un grupo japonés que perdió a un miembro en el río. En octubre  de1998 una expedición patrocinada por la National Geographic Society intentó hacer kayak por todo el cañón. Preocupado por los altos niveles de agua no anticipados, terminó en tragedia cuando Doug Gordon se perdió. En enero-febrero de 2002, un grupo internacional con Scott Lindgren, Steve Fisher, Mike Abbott, Allan Ellard, Dustin Knapp y Johnnie y Willie Kern completaron el primer descenso completo de la sección superior del desfiladero de Tsangpo.
Las cascadas más grandes del cañón (cercanos Tsangpo Badong, en chino: 藏布巴东瀑布群) fueron visitados en 1998 por un equipo formado por Ken Storm, Hamid Sarder, Ian Baker y sus guías Monpa. Estimaron la altura de las caídas para ser aproximadamente 33 metros. Las caídas y resto del Pemako el área es sagrada a Tibetan budistas quién había encubierto les de outsiders incluyendo las autoridades chinas. En 2005 Geografía Nacional china les nombró la mayoría de cascadas bonitas de China.
Hay dos cascadas en esta sección: Caída de Arco iris (aproximadamente 21 m de altura) en el punto 29°46′38″N 95°11′00″E / 29.777164, 95.183406 y Caídas Ocultas justo río abajo en el punto 29°46′38″N 95°11′00″E / 29.777164, 95.183406 (aproximadamente 30 m de altura).

## Proyecto hidroeléctrico y de desviación de agua del Yarlung Tsangpo
Mientras el gobierno del RPC ha declarado el establecimiento de un "Reserva Nacional Gran Cañón Yarlung Tsangpo", también se han realizado planes gubernamentales y estudios de factibilidad para que una represa importante aproveche la energía hidroeléctrica y desvíe el agua a otras áreas en China. La medida del dique en el cañón Tsongpo superaría al de la Presa de las Tres Gargantas como un anticipado que tal planta generaría 50000 megawatts de electricidad, más de dos veces la producción de Tres Gargantas. Se teme que haya un desplazamiento de las poblaciones locales, la destrucción de los ecosistemas y un impacto para las personas río abajo en la India y Bangladés. El proyecto es criticado en la India debido a su potencial impacto negativo a los residentes río abajo.
Sin embargo, es posible otro tipo de presa, la inflable, que obviaría cualquier necesidad de una estructura de hormigón enorme. R.B. Cathcart, en 1999, sugirió por primera vez que una presa de tela, inflable con agua dulce o aire, podría bloquear el Cañón Yarlung Tsangpo aguas arriba de Namcha Barwa. El agua se transportaría luego a través de un túnel de roca dura hasta un punto corriente abajo de esa montaña, lo que permitiría la generación de decenas de miles de megavatios, una potencia que tendría que distribuirse internacional y equitativamente a través de una red eléctrica del Himalaya.
Las presas de acero son más ventajosas y económicas en terrenos montañosos remotos a gran altitud para desviar la corriente del agua del río a unidades generadoras de energía.